# Paysage d'hiver (Friedrich)
Pour les articles homonymes, voir Paysage d'hiver (homonymie).
Paysage d'hiver est une peinture de Caspar David Friedrich réalisée en 1811.

## Description
Le tableau représente une plaine enneigée qui s'étend jusqu'à un horizon  blanc sous un ciel sombre commençant au milieu du tableau. Le premier plan est occupé par un arbre mort, penché vers la droite en diagonale. Un autre arbre reste debout dans un second plan complété plus loin par des souches éparses. Une petite figure humaine est visible entre les deux grands troncs ; elle est penchée, appuyé sur une canne.

## Interprétation
« Une surface enneigée peu interrompue est divisée on ne peut plus simplement en trois plans. Le premier plan et le plan médian montrent quelques troncs dénudés...entre lesquels se dresse un vieil homme fatigué, appuyé sur des béquilles, qui fait probablement allusion à l'hiver de la vie et a donc une référence allégorique au paysage »